# Arctosa lacupemba
Arctosa lacupemba (Roewer, 1960) è un ragno appartenente alla famiglia Lycosidae.

## Etimologia
Il nome proprio della specie deriva dal lago congolese di rinvenimento degli esemplari: l'Upemba, preceduto dal sostantivo francese lac, cioè lago.

## Caratteristiche
L'epigino è piatto, più lungo che largo, con due setti mediani paralleli. Il cefalotorace è di colore marrone e forma compatta, non presenta il bordo nero intorno agli occhi.
Le femmine hanno il bodylenght (prosoma + opistosoma) di 10 millimetri (4,5 + 5,5).

## Distribuzione
La specie è stata reperita nella Repubblica Democratica del Congo meridionale, nei pressi del villaggio di Mabwe, sulla riva orientale del lago Upemba, all'interno del Parco nazionale di Upemba.

## Tassonomia
La denominazione originaria di Roewer fu Arctosella lacupemba Roewer, 1960; a seguito di un lavoro dell'aracnologo Brignoli (1983c), questi esemplari sono stati trasferiti al genere Arctosa.
Al 2016 non sono note sottospecie e dal 1983 non sono stati esaminati nuovi esemplari.